# Weichbild

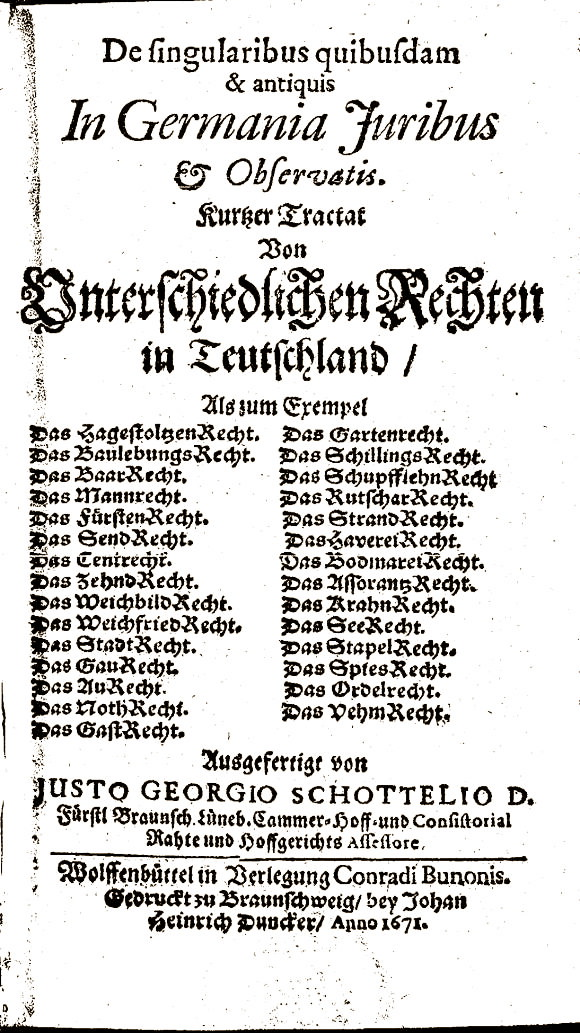
Wersja niemiecka z roku 1671, spis treści

Weichbild magdeburski (łac. Ius municipale magdeburgense) – pomocniczy spis praw, który razem ze Zwierciadłem saskim kształtował całokształt życia prawnego w ramach prawa magdeburskiego, potocznie zwanego magdeburgią lub Saxonem. Prawo to mówiło o obywatelstwie miejskim, o założeniu miasta, o sądach w mieście, o radzie miejskiej, o administracji przestrzennej miasta, o długach i targach itp., dotyczyło więc tylko specyficznych stosunków prawnych panujących w mieście.
Weichbild powstał z połączenia „traktatu o ustroju sądowym” z „prawem ławniczym magdeburskim”. Zbiór ten znany był w dwóch formach, „Wulgata” – wersja podstawowa używana głównie w Niemczech oraz „Układ Konrada z Opola” używany w Polsce i na Litwie.

## Weichbild na ziemiach polskich
Weichbild według „Układu Konrada z Opola” na potrzeby polskie ogłosił pierwszy drukiem w języku łacińskim kanclerz wielki koronny Jan Łaski – Commune incliti Poloniae Regni privilegium (1506). Natomiast krakowski pisarz miejski Mikołaj Jaskier wydał vulgatę Ius municipalis Magdeburgensis liber vulgo Weichbild nuncupatus (1535) uzupełniając ją o komentarz oparty na prawie rzymskim i wplatając elementy pochodzące z wersji Konrada z Opola. Król Zygmunt Stary nadał temu przekładowi moc obowiązującą. Tłumaczenie polskie po okresie polonizacji ludności niemieckiej ukazało się drukiem w 1581 oraz 1610 roku staraniem syndyka lwowskiego Pawła Szczerbca pt. Ius municipale, to jest prawo miejskie magdeburskie. Było pierwszym wiernym przekładem wersji łacińskiej. Od XVI wieku Weichbild stał się razem z Zwierciadłem saskim podstawą lokacji miejskich i wiejskich.
Na ziemiach polskich prawo to obowiązywało w woj. krakowskim, sandomierskim, sieradzkim, kaliskim, poznańskim, podlaskim, lubelskim, bełskim, trockim, wileńskim, połockim, witebskim, smoleńskim, mścisławskim, nowogródzkim, brzeskolitewskim, kijowskim, bracławskim, podolskim i ruskim.
Prawo to zniesiono w Polsce po uchwaleniu Konstytucji 3 maja. Pod zaborem rosyjskim prawo to obowiązywało do roku 1835. 